# Călărași
Călărași là một đô thị thuộc hạt Călărași, România. Dân số thời điểm năm 2002 là 70046 người.